# Підлісне (зупинний пункт)
Підлі́сне — залізничний пасажирський зупинний пункт Івано-Франківської дирекції Львівської залізниці.
Розташований у селі Йорданешти Глибоцького району Чернівецької області на лінії Глибока-Буковинська — Берегомет між станціями Карапчів (4 км) та Сторожинець (7 км).
На платформі зупиняються приміські електропоїзди.